# Гордон Ајдер
Гордон Ајдер (21. август 1974 — 27. август 1994) био је војник у 16. крајишкој моторизованој бригади, 1. Крајишког корпуса, Војске Републике Српске.

## Биографија
Рођен је 21. августа 1974. године у мјесту Сарајево, СФРЈ од оца Војислава и мајке Анђе. По националности је био Србин.
У родном Сарајеву завршава основну и Средњу машинску школу. Прве кораке са кошаркашком лоптом започео је у Сарајеву. Врхунац бављења кошарком достигао је када је заиграо у тиму младе репрезентације СР БиХ. Године 1992. заједно са родитељима и братом избјегао је из родног Сарајева у Бања Луку, одакле му је поријеклом отац. По доласку у Бања Луку одлази на одслужење војног рока у јединицу В и ПВО ВРС у Залужане. У другом периоду обуке добровољно се јавља и одлази у 1. гардијску моторизовану бригаду у саставу Главног штаба ВРС. По одслужењу редовног војног рока у саставу 1. ГМТБР Гордон се враћа у Бања Луку. На наговор оца уписује Машински факултет. Свјестан тренутне ситуације одлучује да се добровољно пријави у 16. крајишку моторизовану бригаду и бива распоређен у 3. моторизовани батаљон. Погинуо је 27. августа 1994. године у рејону Гојаковац, Церовица, тадашња општина Добој, покушавајући спасити рањеног пријатеља и саборца Далибора Перишића.
Сахрањен је на Новом гробљу у Бањој Луци.
Није био ожењен. Иза себе оставио је мајку, оца и брата.
Радио-телевизија Републике Српске је 10.01. 2019. године приказала документарни филм "Гордон".

## Одликовања
Одликован је (посмртно):
- Орденом Милоша Обилића
- Медаљом мајора Милана Тепића
- Медаљом заслуга за народ